# QBZ-191
 (janvier 2024).
La mise en forme du texte ne suit pas les recommandations de Wikipédia : il faut le « wikifier ».
Les points d'amélioration suivants sont les cas les plus fréquents. Le détail des points à revoir est peut-être précisé sur la page de discussion.
- Les titres sont pré-formatés par le logiciel. Ils ne sont ni en capitales, ni en gras.
- Le texte ne doit pas être écrit en capitales (les noms de famille non plus), ni en gras, ni en italique, ni en « petit »…
- Le gras n'est utilisé que pour surligner le titre de l'article dans l'introduction, une seule fois.
- L'italique est rarement utilisé : mots en langue étrangère, titres d'œuvres, noms de bateaux, etc.
- Les citations ne sont pas en italique mais en corps de texte normal. Elles sont entourées par des guillemets français : « et ».
- Les listes à puces sont à éviter, des paragraphes rédigés étant largement préférés. Les tableaux sont à réserver à la présentation de données structurées (résultats, etc.).
- Les appels de note de bas de page (petits chiffres en exposant, introduits par l'outil «  Source ») sont à placer entre la fin de phrase et le point final[comme ça].
- Les liens internes (vers d'autres articles de Wikipédia) sont à choisir avec parcimonie. Créez des liens vers des articles approfondissant le sujet. Les termes génériques sans rapport avec le sujet sont à éviter, ainsi que les répétitions de liens vers un même terme.
- Les liens externes sont à placer uniquement dans une section « Liens externes », à la fin de l'article. Ces liens sont à choisir avec parcimonie suivant les règles définies. Si un lien sert de source à l'article, son insertion dans le texte est à faire par les notes de bas de page.
- La présentation des références doit suivre les conventions bibliographiques. Il est recommandé d'utiliser les modèles {{Ouvrage}}, {{Chapitre}}, {{Article}}, {{Lien web}} et/ou {{Bibliographie}}. Le mode d'édition visuel peut mettre en forme automatiquement les références.
- Insérer une infobox (cadre d'informations à droite) n'est pas obligatoire pour parachever la mise en page.

Pour une aide détaillée, merci de consulter Aide:Wikification.
Si vous pensez que ces points ont été résolus, vous pouvez retirer ce bandeau et améliorer la mise en forme d'un autre article.
Le fusil automatique QBZ-191 (191式自动步枪) est un fusil d'assaut chinois chambré pour la cartouche intermédiaire 5,8×42mm, conçu et fabriqué par Norinco en tant que fusil de service de nouvelle génération pour l'Armée populaire de libération (APL) et la Police armée populaire (PAP). La désignation du fusil "QBZ" signifie "arme légère (Qīng Wŭqì) - fusil (Bùqiāng) - automatique (Zìdòng)".
Le nouveau fusil a été officiellement dévoilé lors du défilé militaire du 70e anniversaire de la Fête nationale le 1er octobre 2019, porté par des soldats de la force terrestre de l'APL et de la police armée populaire.

## Histoire

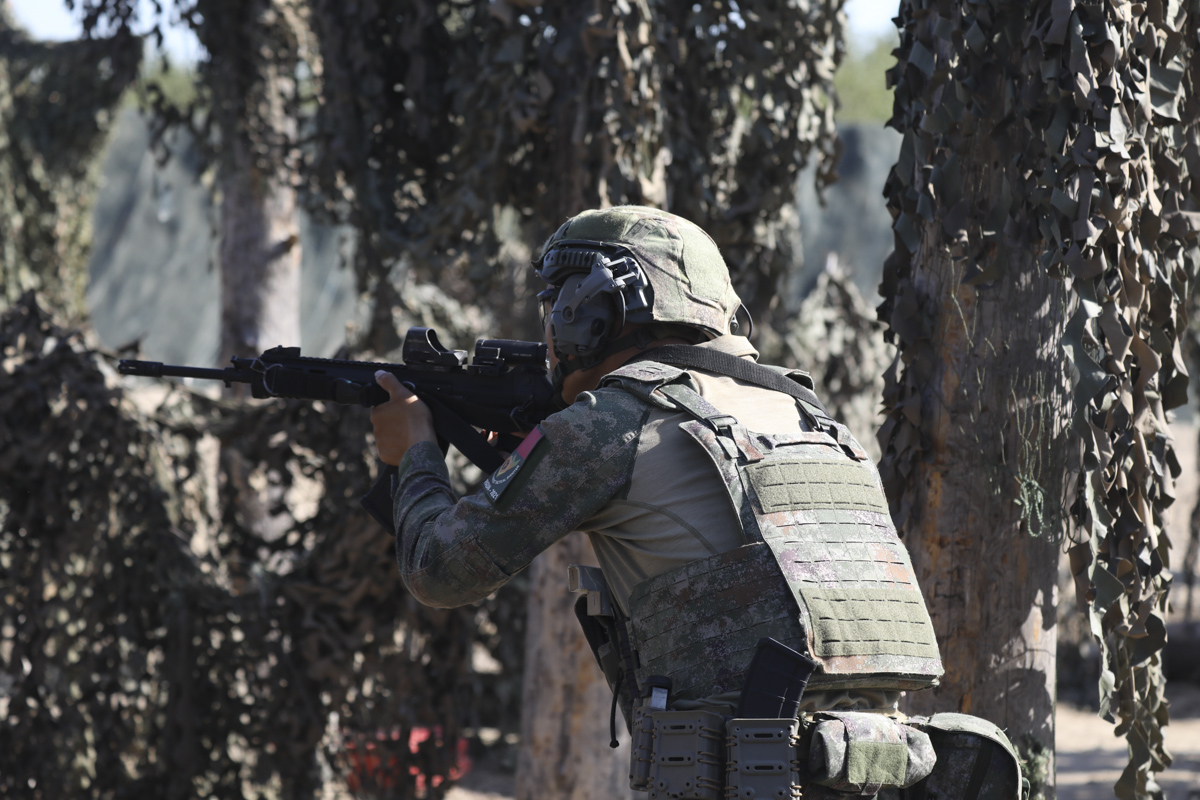
Un soldat de la PLAGF armé d'un fusil QBZ-191 lors des Jeux militaires internationaux de 2021

L'armée chinoise a lancé le développement de fusils à configuration conventionnelle en 2014, avec plusieurs fabricants impliqués dans le processus de développement et d'appel d'offres. Divers prototypes de la nouvelle plate-forme d'armes ont été divulgués en ligne en 2016 et 2017.
Le fusil QBZ-191 a été conçu par l'Institut de recherche 208 de Norinco, qui a également conçu le fusil d'assaut QBZ-95. Selon le directeur de l'Institut de recherche 208, le QBZ-191 est un composant du nouveau «Système intégré de combat des soldats» (单兵综合作战系统), qui vise à réviser l'équipement d'infanterie de l'APL.
Le QBZ-191 a été inauguré lors du défilé national chinois de 2019 et il fut annoncé qu'il remplacerait progressivement la famille de fusils QBZ-95. Le QBZ-191 présente plusieurs améliorations, visant à résoudre les problèmes, tels que l'ergonomie, de la plateforme Type 95,.

## Conception
La plate-forme présente différentes longueurs de canon et configurations de poignées . Une version plus courte du fusil a été transportée par les équipages des véhicules lors du défilé de 2019.
La carabine QBZ-191 est équipée d'un rail Picatinny sur toute la longueur et est livrée en standard avec de nouvelles optiques prismatiques à lumière du jour 3× appelées QMK152 et QMK-171A, tandis qu'un viseur thermique est également disponible. La variante DMR est équipée d'une nouvelle lunette de sniper 3–8,6 ×  appelée QMK-191, et l'arme peut également être équipée de la vision nocturne numérique/lunette thermique IR5118. Le fusil est également équipé de mires métalliques de secours qui peuvent être rabattues lorsqu'elles ne sont pas utilisées. Le corps principal est divisé en récepteurs supérieur et inférieur, tous deux en alliage d'aluminium et reliés par deux broches d'assemblage, tandis que le garde-main, la poignée pistolet et la crosse télescopique sont en matériau polymère,. La poignée de chargement alternative est située sur le côté droit, tandis que le bouton de déverrouillage se trouve sur la gauche, au-dessus du puits d'insertion du chargeur « rock-and-lock ». L'arme est dotée d'un système de rechargement par emprunt de gaz à course courte avec un verrou rotatif,.
Le fusil présente des options d'ergonomie, de modularité et de personnalisation améliorées, avec une crosse réglable à quatre positions, un sélecteur de tir ambidextre et un levier de déverrouillage de chargeur allongé situé devant le pontet pour un rechargement rapide ou une manipulation plus facile avec des gants. Le nouveau chargeur en polymère présente une texture de surface repensée pour une meilleure adhérence et une fenêtre transparente de contrôle des munitions. Un magazine composite entièrement transparent est également disponible. Le garde-main est doté de dispositions à ses positions 3, 6 et 9 heures, qui permettent d'installer sélectivement de petites sections de rails Picatinny à travers des trous de vis, de sorte que divers accessoires tels qu'une lampe de poche, un module laser, une poignée avant et un bipied peuvent être fixés,. La plate-forme d'armes peut également être montée avec une baïonnette, un silencieux et un lance-grenades sous le canon,.
Selon les médias chinois, le fusil QBZ-191 est chambré dans le calibre exclusif chinois 5,8 × 42 mm avec une munition DBP-191 redessinée qui offre de meilleures performances balistiques à moyenne et longue portée,. La carabine a été conçue en trois variantes : une version carabine standard avec un 368.3 mm (14,5 po), une version carabine avec un 266.7 mm (10,5 dans) canon appelé QBZ-192, et une version à canon long destiné aux tireurs d'élite appelée QBU-191. Le QBZ-191 standard a une cadence de tir entièrement automatique de 750 coups par minute. La capacité entièrement automatique est conservée sur le fusil de tireur désigné QBU-191, qui pourrait être facilement configuré en une arme de soutien légère avec un chargeur à tambour.

## Variantes
- QBZ-191

Fusil d'assaut avec un un canon de 350 mm 
- QBZ-192

Variante carabine avec un canon de 250 mm
- QBU-191

Fusil de tireur d'élite avec un 800 m de portée effective, équipé d'un canon flottant long et lourd, d'une poignée étendue, d'un chargeur de 30 cartouches et d'un viseur télescopique à grossissement variable QMK-191 (3–8,6 ×). Le tir sélectif en mode entièrement automatique est conservé sur le fusil de tireur d'élite, améliorant ainsi sa capacité de suppression .

## Utilisateurs
- China
  - Armée populaire de libération
  - Police armée du peuple

## Voir également
- Liste des fusils d'assaut